# مات جارفيس
مات جارفيس (بالإنجليزية: Matt Jarvis)‏ هو عالم نفس بريطاني، ولد في 1966.